# Arkansas (Film)
Arkansas ist ein Thriller von Clark Duke, der am 5. Mai 2020 in den USA als DVD veröffentlicht wurde. Der Film basiert auf einem gleichnamigen Roman von John Brandon.

## Handlung
Kyle und Swin leben zurzeit in Arkansas, wo sie für den ansässigen Drogenkönig namens Frog arbeiten, den sie bislang noch nicht persönlich kennengelernt haben. Tagsüber mimen sie die Junior Park Ranger, nachts arbeiten sie unter den wachsamen Augen von Frogs Kollegen Bright und Her als Drogenkuriere. Kyle will irgendwann herausfinden, wer sein Boss eigentlich ist.

## Produktion
Der Film basiert auf dem Roman Arkansas von John Brandon, der sich zu einem Bestseller entwickelte.
Es handelt sich um das Regiedebüt des eigentlichen Filmschauspielers Clark Duke, der gemeinsam mit Andrew Boonkrong auch das Drehbuch schrieb, für den es wiederum die erste Arbeit in diesem Bereich ist. Duke stammt aus Arkansas, wo der Film spielt. Arkansas ist in fünf Kapitel unterteilt.
Liam Hemsworth und der Regisseur spielen die Drogenkuriere Kyle und Swin, Vince Vaughn ihren Boss Frog. Über letztere Figur sagte Duke, diese sei seinem Großvater sehr ähnlich. In weiteren Rollen sind John Malkovich als Bright und Vivica A. Fox als Her zu sehen.
Der Film wurde am 5. Mai 2020 in den USA als DVD veröffentlicht.

## Rezeption
Insgesamt stieß der Film bei den Kritikern auf geteiltes Echo.
Das Lexikon des internationalen Films vergibt zwei von fünf möglichen Sternen und urteilt: „Ein in der Darstellung von Südstaatenambiente und kriminellem White-Trash-Milieu die Klischees bis zur Karikatur ausreizender Thriller, der auch in der Figurenzeichnung nur bedingt überzeugt. Gleichwohl lässt er in seiner etwas konfusen Handlung immer wieder sein Potenzial für Spannungsaufbau und schräge Ideen erkennen.“